# Le Rozel

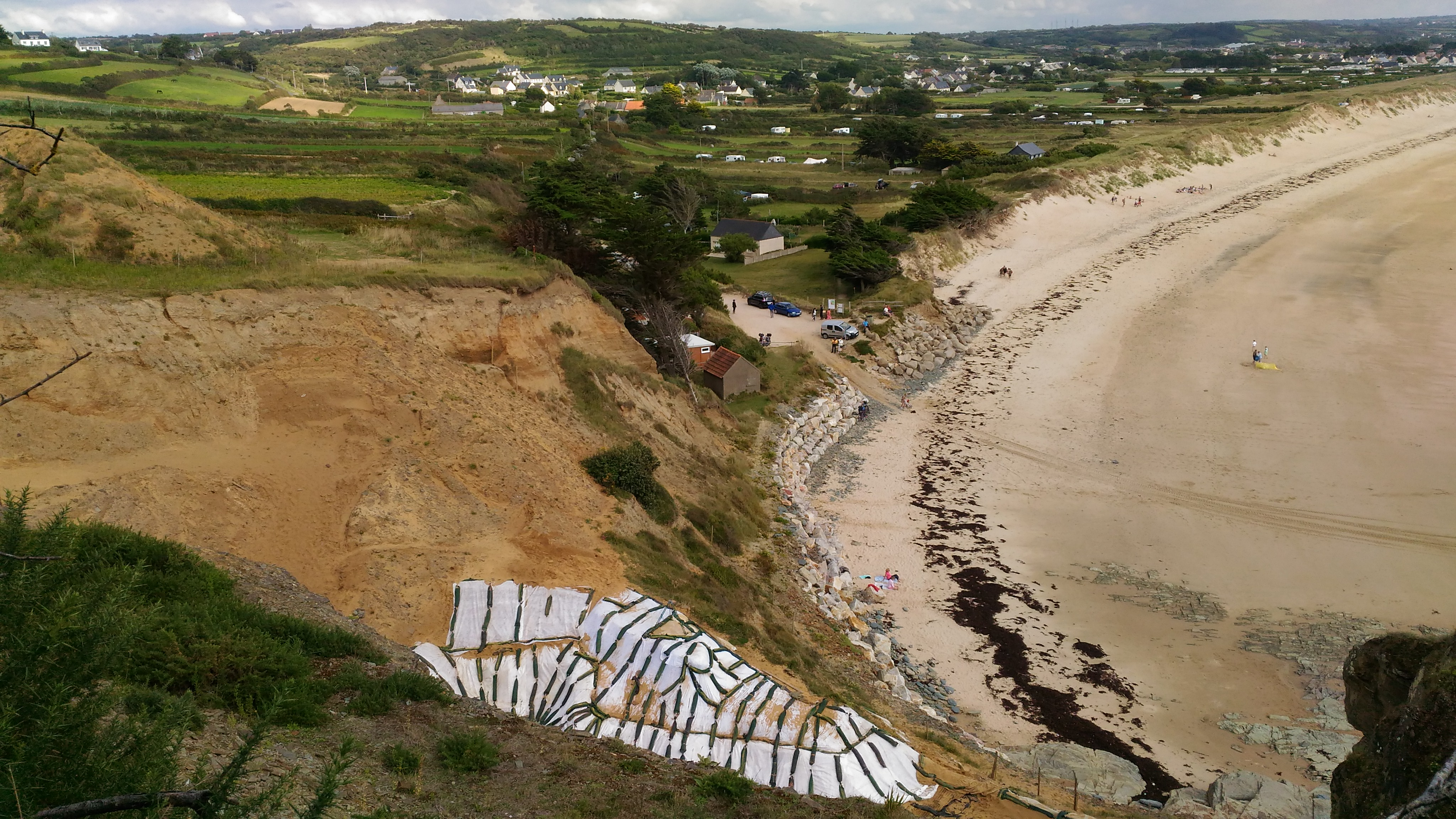
Die paläontologische Ausgrabungsstätte am Strand von Le Rozel

Le Rozel ist eine französische Gemeinde im Département Manche in der Region Normandie. Die Einwohner nennen sich Les Rozelais.

## Toponymie
Le Rozel leitet sich aus dem Germanischen raus (was Schilf bedeutet) und der lateinischen Anwesenheitsnachsilbe -ellus ab. Le Rozel ist also ein Platz, an dem Schilf wächst. Siehe Rots neben Caen, das auch germanischen Ursprungs ist, und auch Schilf bedeutet.

## Geografie
Die Gemeinde liegt auf der Halbinsel Cotentin, an der Ärmelkanalküste.
Angrenzende Gemeinden sind Les Pieux, Saint-Germain-le-Gaillard, Pierreville und Surtainville.
Le Rozel liegt im armorikanischen Massiv. Am Kap von Le Rozel (der lokal als Pou du Rozel bekannt ist) sind Schiefer und Sandsteine aus dem Kambrium anzutreffen.

## Bevölkerungsentwicklung
| Jahr      | 1962 | 1968 | 1975 | 1982 | 1990 | 1999 | 2009 | 2018 |
| Einwohner | 280  | 247  | 237  | 242  | 251  | 261  | 281  | 251  |

## Sehenswürdigkeiten
- Kirche Saint-Pierre. Sie beherbergt eine Jungfrau mit dem Kind, ein saint Liévin aus dem 14. Jahrhundert, genauso wie drei Gemälde aus dem 17. Jahrhundert, die als Gegenstand unter Denkmalschutz stehen[3].

- Gutshaus von Cléville aus dem 15. Jahrhundert, das in die Liste der historischen Denkmäler aufgenommen worden ist[4].

- Schloss von Le Rozel aus dem 18. Jahrhundert, das in die Liste der historischen Denkmäler aufgenommen worden ist[5].

- Kap von Le Rozel (Pou du Rozel).

## Paläontologische Forschung
Am Rand des Ortes befindet sich eine archäologische und paläontologische Forschungsstätte, die seit dem Jahr 1960 bekannt ist; damals hatte ein Hobbyarchäologe Steinwerkzeuge und Anhäufungen von fossilen Knochen in den Dünen entdeckt. 1969 fand eine erste Probegrabung statt, die jedoch erst ab 2012 eine systematische Erkundung des Geländes unter Leitung von Dominique Cliquet vom Musée d’Art, Histoire et Archéologie d’Evreux zur Folge hatte. Auf ungefähr 100 × 50 Metern Grabungsfläche wurden seitdem in alljährlichen Grabungskampagnen sechs Fundhorizonte aus der Zeit zwischen 110.000 und 20.000 Jahren vor heute nachgewiesen und mehr als 20.000 Artefakte und Tierknochen geborgen. 
Bedeutendster Fund ist eine Gruppe von mindestens 257 rund 70.000 Jahre alten fossilen Fußabdrücken sowie acht Handabdrücke, die 10 bis 13 vorwiegend sehr junge und jugendliche Neandertaler hinterlassen haben, wobei einige Abdrücke vermutlich von leichtem Schuhwerk stammen. Eine solche Häufung von Neandertaler-Spuren ist weltweit einzigartig; der kleinste Abdruck ist ca. elf Zentimeter lang und wird einem rund zwei Jahre alten Kind zugeschrieben, der größte Abdruck ist 28 Zentimeter lang und dürfte von einem großen erwachsenen Mann stammen. Die zahlreichen Knochenfunde wurden als Überreste von entbeinter Jagdbeute rekonstruiert.. Die Gesamtschau des Neandertaler-Fundortes deutet auf eine Arbeitsteilung unter den ca. 12 Clan- bzw. Stammesmitgliedern hin.

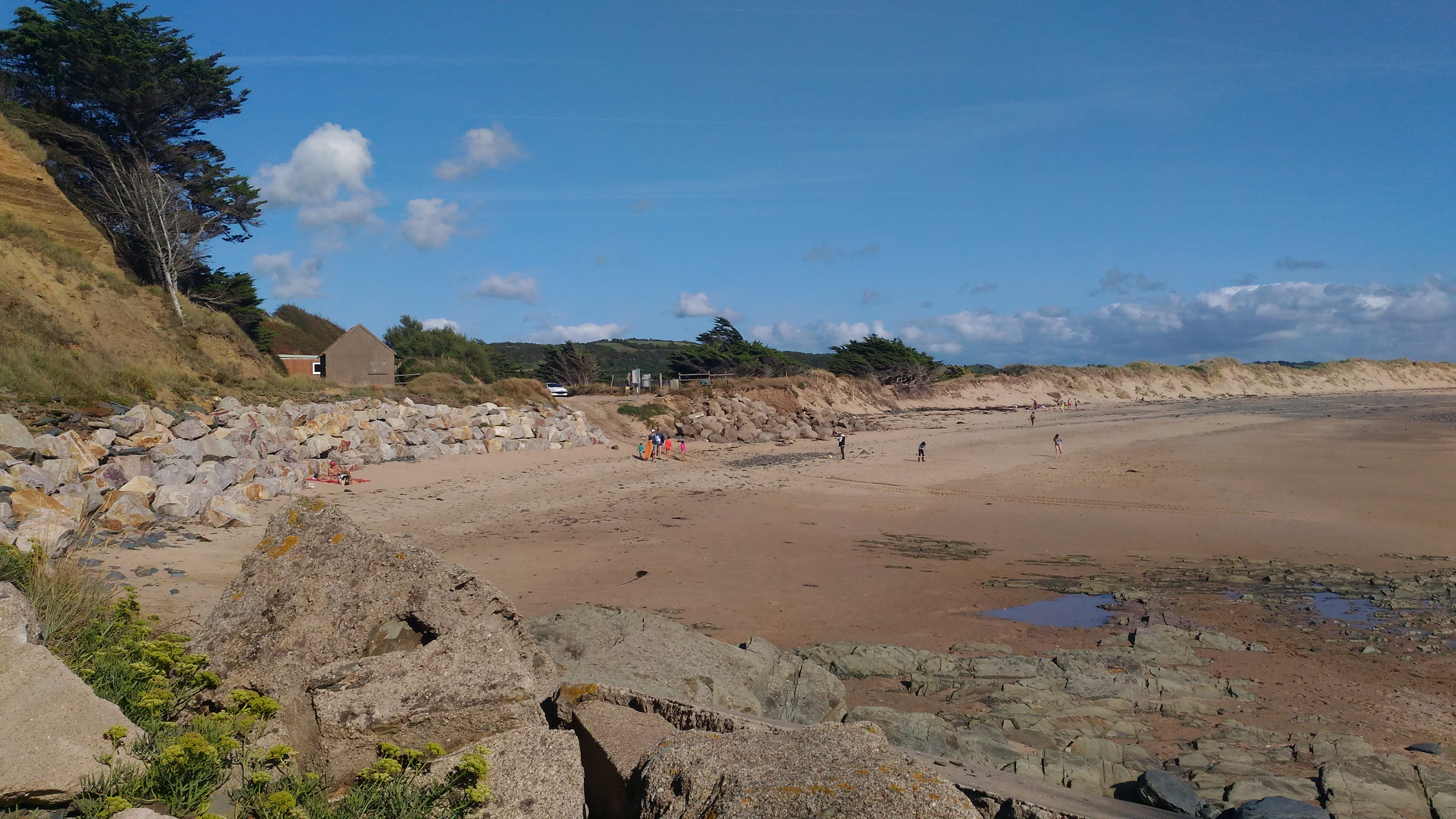
Der Strand von Le Rozel
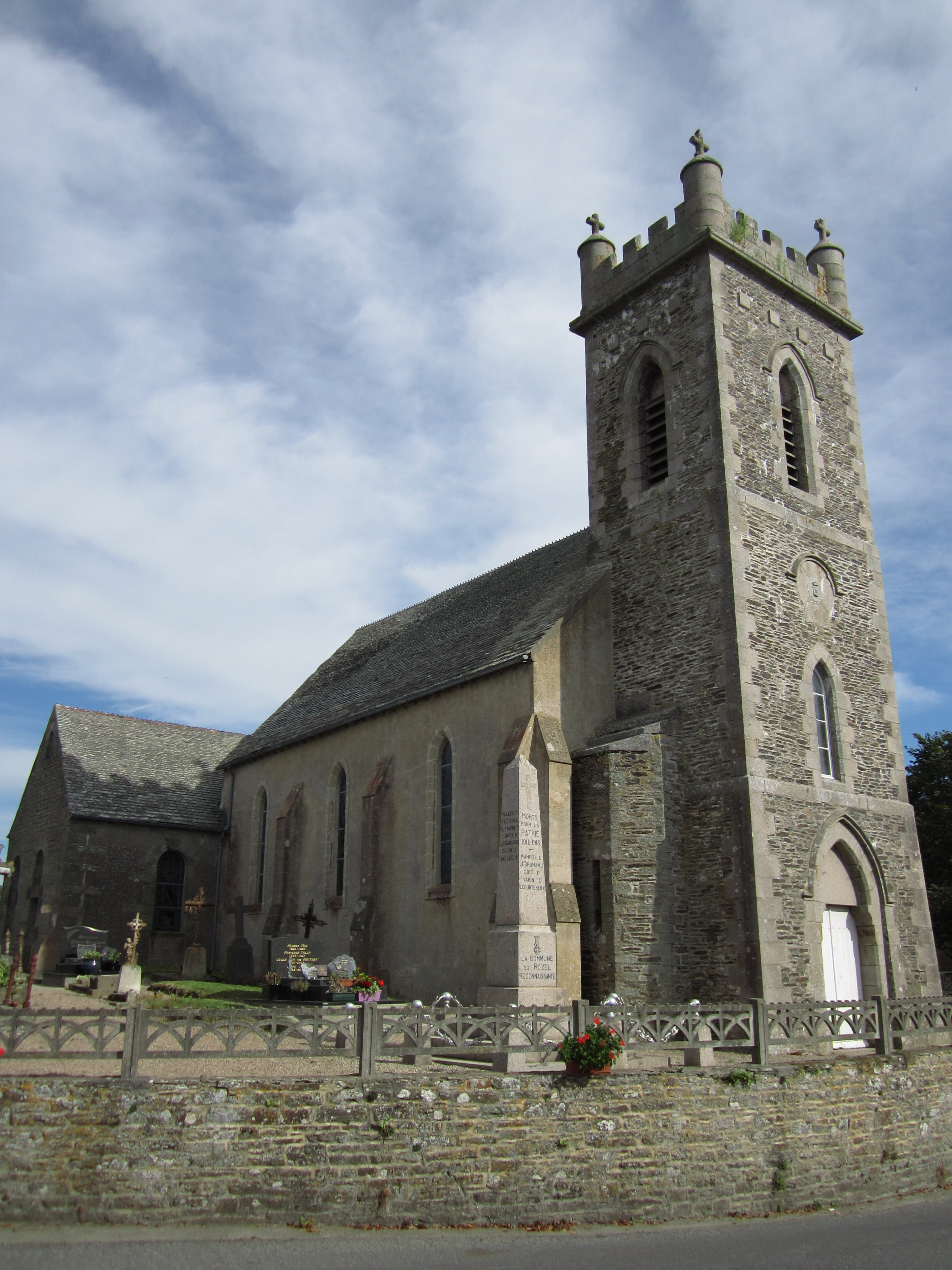
Église Saint-Pierre du Rozel
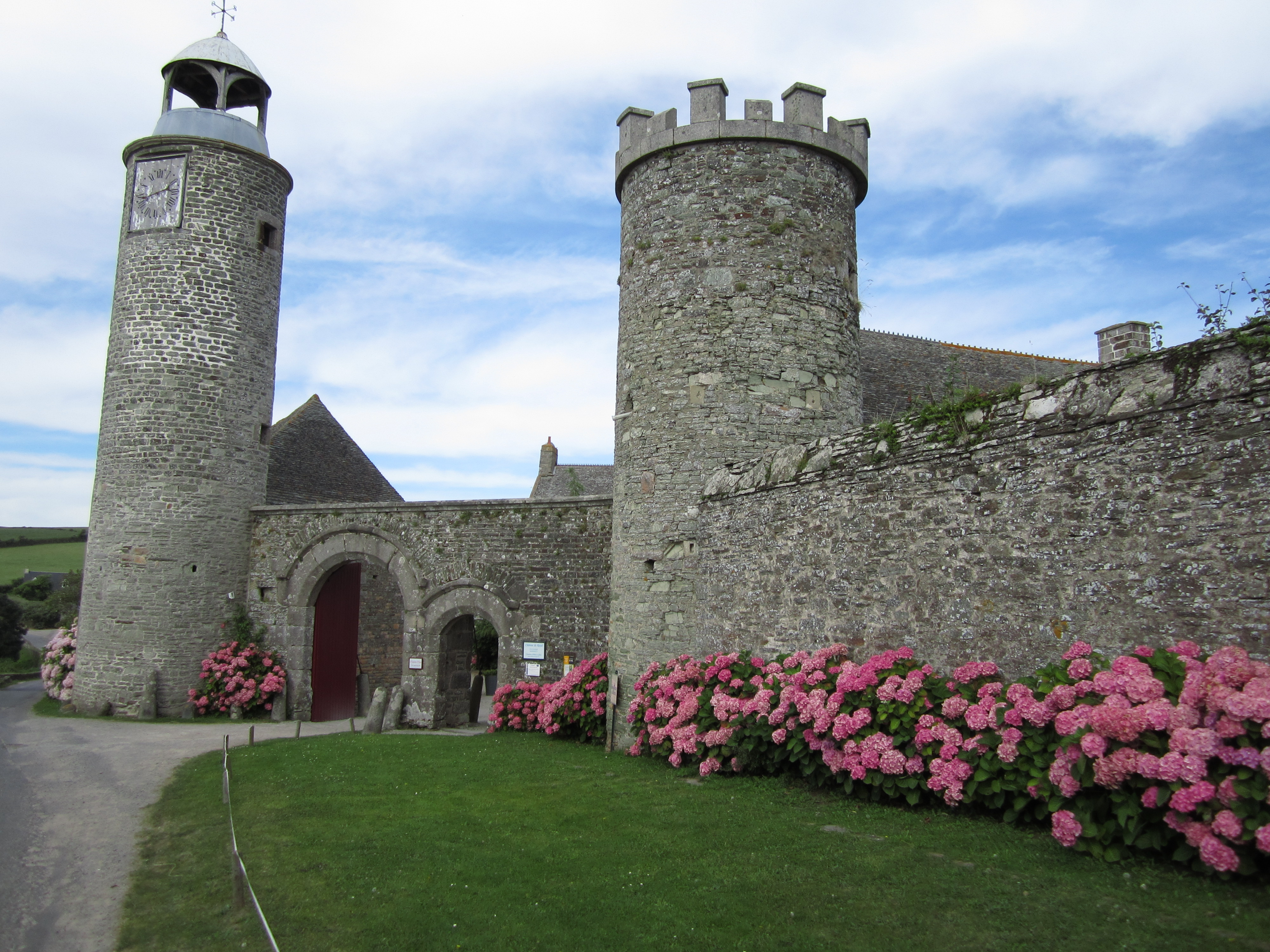
Château du Rozel
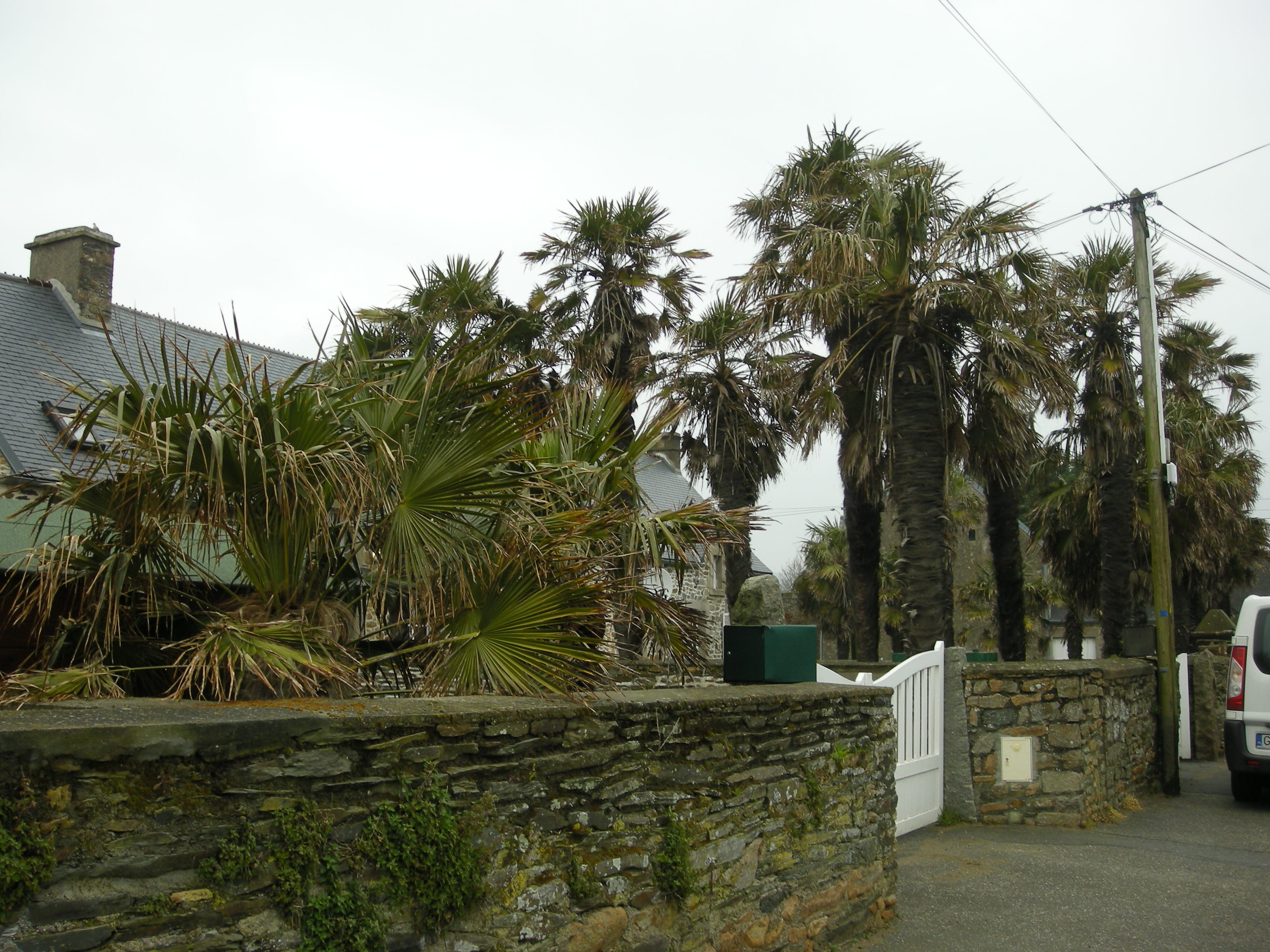
Palmen in Le Rozel

## Belege

### Amtliche Quellen
- Altitudes : répertoire géographique des communes[12].
- Coordonnées, superficie : IGN[13].

1. ↑  René Lepelley: Dictionnaire étymologique des noms de communes de Normandie. Presses universitaires de Caen u. a., Caen u. a. 1993, ISBN 2-905461-80-2, S. 211.
2. ↑  Normandie, Maine. = Guide géologique Normandie, Maine. 2e édition, nouvelle présentation. Editions Dunod, Paris 2006, ISBN 2-10-050695-1, S. 91.
3. ↑  Œuvres mobilières à Le Rozel in der Base Palissy des französischen Kulturministeriums (französisch).
4. ↑  Manoir de Cleville in der Base Mérimée des französischen Kulturministeriums (französisch).
5. ↑  Domaine du château du Rozel in der Base Mérimée des französischen Kulturministeriums (französisch).
6. ↑  Norbert Mercier, Loïc Martin, Sebastian Kreutzer, Virginie Moineau, Dominique Cliquet: Dating the palaeolithic footprints of ‘Le Rozel’ (Normandy, France). In: Quaternary Geochronology. Band 49, 2019, S. 271–277, doi:10.1016/j.quageo.2017.12.005.
7. ↑  Daniel Levert: Sur les pas de Neandertal au Rozel. In: Saga Information. Nummer 362, Januar/Februar 2018, S. 18–24.
8. ↑  Dominique Cliquet: Quand les néandertaliens vivaient au rozel, il y a 110 000 ans. (= Archéologie en Basse-Normandie. Nummer 1, 2012). DRAC de Basse-Normandie, Caen 2012.
9. ↑  Jérémy Duveau, Gilles Berillon, Christine Verna, Gilles Laisné, Dominique Cliquet: The composition of a Neandertal social group revealed by the hominin footprints at Le Rozel (Normandy, France). In: PNAS. Band 116, Nummer 39, 2019, S. 19409–19414, doi:10.1073/pnas.1901789116.
Neanderthal footprints and social structure. Auf: popular-archaeology.com vom 9. September 2019.
Walter Willems: Reicher Kindersegen und ein Hüne. Auf: welt.de vom 10. September 2019.
10. ↑  Brigitte van Vliet‑Lanoë, Dominique Cliquet, Patrick Auguste, Elise Folz, David Keen, Jean‑Luc Schwenninger, Norbert Mercier, Philippe Alix, Yves Roupin, Murielle Meurisse, Hélène Seignac: L’abri sous-roche du Rozel (France, Manche): un habitat de la phase récente du Paléolithique moyen dans son contexte géomorphologique. In: Quaternaire. Band 17, Nummer 3, 2006, S. 207–258, doi:10.4000/quaternaire.826.
 Stephanie Kusma: Fast 260 fossile Fussabdrücke: Ein Schatz an Spuren gibt Einblick in das Leben der Neandertaler. Auf: NZZ.ch vom 11. September 2019.
11. ↑  Dr. Dominique Cliquet (Prähistoriker) in ZDFinfo Synchronfassung ZDF 2019. Ein Film von Thomas Cirotteau. Eine Produktion von Bonne Pioche Télévision UGC Images 2017. Deutsche Bearbeitung montage + Filmproduktion GmbH.
12. ↑  Site de l'IGN (Memento vom 2. Mai 2011 im Internet Archive).
13. ↑  Le Rozel sur le site de l'Institut géographique national. Archiviert vom Original am 23. Februar 2011; abgerufen am 20. Juli 2012 (französisch).  Info: Der Archivlink wurde automatisch eingesetzt und noch nicht geprüft. Bitte prüfe Original- und Archivlink gemäß Anleitung und entferne dann diesen Hinweis. (archive Wikiwix)